# Signe Seidel
Ne doit pas être confondu avec le signe de Seidel.
Pour les articles homonymes, voir Seidel.
Signe Seidel (née le 18 avril 1940 à Innsbruck) est une actrice autrichienne.

## Biographie
Elle reçoit sa formation artistique au Séminaire Max-Reinhardt à Vienne puis commence sa carrière théâtrale à Saint-Gall en Suisse au début des années 1960. De 1963 à 1966, elle fait partie de l'ensemble du Theater in der Josefstadt à Vienne puis à partir 1966, elle est pigiste. Signe Seidel fait de nombreuses tournées.
Entre le milieu des années 1960 et le milieu des années 1970, elle joue dans un certain nombre de productions télévisées allemandes. Il s'agit à la fois de rôles uniques et de rôles récurrents.
Signe Seidel fut mariée au réalisateur Dietrich Haugk (de), sous la direction duquel elle joue plusieurs fois, ils ont une fille.

## Filmographie
- 1964 : Boeing Boeing (TV)
- 1965 : Der Raub der Sabinerinnen (TV)
- 1966 : Minister gesucht (TV)
- 1966 : Der Richter von London (TV)
- 1966 : Adrian, der Tulpendieb (de) (série télévisée, 6 épisodes)
- 1968 : Das Kriminalmuseum (épisode Das Goldstück)
- 1968 : Der Monat der fallenden Blätter (TV)
- 1969–1971: Der Kommissar (série télévisée, 2 épisodes)
- 1970 : Sir Henry Deterding (TV)
- 1971 : Hamburg Transit (de) (série télévisée, 1 épisode)
- 1971 : Arsène Lupin (série télévisée, épisode La Chimère du calife)
- 1973 : Gestern gelesen (de)(série télévisée, 1 épisode)
- 1975 : Parapsycho – Spektrum der Angst
- 1976 : Ich will leben